# 21Sextury
21Sextury (також 21 Sextury, 21st Sextury і 21Sextury.com Productions) — велика порнографічна кіностудія, що надає доступ до великої кількості сайтів різної тематики. Брендом володіє Gamma Entertainment[en], розташована в Монреалі, Канада.

## Історія
Спочатку 21Sextury була американською виробничою порностудією, що базується в Скотсдейлі, штат Аризона. Вона була заснована в 2003 році і працювала з східноєвропейськими актрисами, такими як Жанетт Егерхазі (також відома під псевдонімом Сенді, Sandy), Анетта Кіз, Софі Мун і Міа Стоун і, зокрема, займалася онлайн-продажами. Серед перших сайтів, які почали роботу в складі мережі 21Sextury, були ClubSandy.com і PixAndVideo.com. Ще в середині 2000-х років студія використовувала мобільний доступ і робила контент доступним через WAP. В огляді мережі (початок 2010 року) близько 40 вебсайтів в мережі 21Sextury були високо оцінені за великий асортимент фільмів з високою роздільною здатністю. У той же час мережу критикували за те, що не були згадані всі доступні вебсайти і частина сайтів не отримувала регулярних оновлень.
Пізніше рамки студії були розширені до участі в зйомках представників із США, а також були розширені спочатку вибрані ніші (включаючи фут-фетишизм і подання лесбійської сексуальності). У 2015 році студія була придбана Gamma Entertainment[en]. Дистриб'ютором фільмів студії виступає Pulse Distribution.
На Venus Award 2005 року студія виграє премію в категорії «Краща нова студія в Європі». У січні 2014 року студія виграє премію XBIZ Award в категорії «Порносайт року».

## Дочірні сайти
В даний час 21Sextury керує і підтримує більше 30 сайтів. Тематика сайтів варіюється від софткора і лесбійського порно до секс-фетишизму і хардкору.
Деякі приклади:
- 21Naturals
- 21Sextreme
- Anal Teen Angels
- Asshole Fever
- Club Sandy
- DP Fanatics
- Footsie Babes
- Gape Land

## Нагороди та номінації
| Рік  | Нагорода          | Результат | Категорія                               |
| ---- | ----------------- | --------- | --------------------------------------- |
| 2005 | Venus Award       | Перемога  | Краща нова студія в Європі              |
| 2011 | Galaxy Award      | Перемога  | Краща європейська мережа                |
| 2011 | Galaxy Award      | Перемога  | Кращий європейський механізм промовідео |
| 2011 | XBIZ Award        | Номінація | Європейська студія року                 |
| 2012 | Galaxy Award      | Перемога  | Краща європейська мережа                |
| 2012 | XBIZ Award        | Номінація | Європейська студія року                 |
| 2012 | YNOT Award        | Номінація | Маркетингова кампанія року              |
| 2013 | AVN Award         | Номінація | Best Membership Site                    |
| 2013 | XBIZ Award        | Номінація | Європейська студія року                 |
| 2013 | XBIZ Award        | Номінація | Порносайт року                          |
| 2014 | AVN Award         | Номінація | Best Membership Website                 |
| 2014 | XBIZ Award        | Номінація | Європейська студія року                 |
| 2014 | XBIZ Award        | Номінація | Мобільний сайт року                     |
| 2014 | XBIZ Award        | Перемога  | Порносайт року                          |
| 2015 | XBIZ Award        | Номінація | Порносайт року — відео                  |
| 2016 | XBIZ Award        | Номінація | Порносайт року — відео                  |
| 2017 | XBIZ Award        | Номінація | Порносайт року — відео                  |
| 2018 | Spank Bank Award  | Номінація | Платний вебсайт року                    |
| 2018 | XBIZ Award        | Номінація | Іноземна студія року                    |
| 2018 | XBIZ Europa Award | Номінація | Платна мережа року                      |
| 2018 | XBIZ Europa Award | Номінація | Студія року                             |
| 2019 | XBIZ Award        | Номінація | Іноземна студія року                    |
| 2019 | XBIZ Europa Award | Номінація | Студійний сайт року                     |
| 2019 | XBIZ Europa Award | Номінація | Студія року                             |
| 2020 | XBIZ Award        | Номінація | Іноземна студія року                    |

## Найбільш тривалі серіали
- FantASStic DP
- Foot Art
- Footsie Babes
- Footsie Babes: More Foot Fetish
- Tales From Gapeland